# رافائيل دي سوزا (كرة سلة)
رافائيل دي سوزا (بالبرتغالية: Rafael Mineiro) مواليد 3 يونيو 1988 في البرازيل، هو لاعب كرة سلة برازيلي. بدأ مسيرته الاحترافية في سنة 2009. يلعب مع نادي فلامنغو في الدوري البرازيلي لكرة السلة كلاعب وسط. يحمل الرقم 12. يبلغ طوله 6 قدم 10.25 بوصة (2.1 م). حقق المركز الأول في دورة الألعاب الأمريكية 2015.

## المسيرة الاحترافية
لعب مع اتلتيكو باوليستانو في سنة 2009، ثم لعب مع بينهيروس لكرة السلة من سنة 2011 إلى 2014، ثم لعب مع فلامنغو لكرة السلة في موسم 2015–16.

## الميداليات
| الميدالية | المسابقة                    |
| --------- | --------------------------- |
| ذهبية     | دورة الألعاب الأمريكية 2015 |

## روابط خارجية
- رافائيل دي سوزا على موقع الاتحاد الدولي لكرة السلة (الإنجليزية)
- رافائيل دي سوزا على موقع كرة السلة الأوروبية.كوم (الإنجليزية)
- رافائيل دي سوزا على موقع ريلجم (الإنجليزية)